# (1627) Ivar
(1627) Ivar – planetoida z grupy Amora należąca do obiektów NEO okrążająca Słońce w ciągu 2 lat i 199 dni w średniej odległości 1,86 au. Została odkryta 25 września 1929 roku w Leiden Station w Johannesburgu przez Ejnara Hertzsprunga. Nazwa planetoidy pochodzi od imienia brata odkrywcy. Przed nadaniem nazwy planetoida nosiła oznaczenie tymczasowe (1627) 1929 SH.